# VI. dinasztia
Az Ókori Egyiptom VI. dinasztiája Kr. e. 2345-től Kr. e. 2181-ig irányította az országot. Ez idő alatt 7 (8?) fáraót adott Egyiptomnak:
- II. Teti (ur.: Kr. e. 2345 – Kr. e. 2333)
- Uszerkaré (ur.: Kr. e. 2333 – Kr. e. 2332)
- I. Pepi (ur.: Kr. e. 2332 – Kr. e. 2283)
- I. Nemtiemszaf (ur.: Kr. e. 2283 – Kr. e. 2278)
- II. Pepi (ur.: Kr. e. 2278 – Kr. e. 2184)
- II. Nemtiemszaf (ur.: Kr. e. 2184)
- Neithikret (ur.: Kr. e. 2184 – Kr. e. 2181)

Az uralkodóházhoz szokták meg csatolni a bizonytalan kilétű Netjerkarét is, akit azonban a VII. dinasztiához is lehet sorolni. Újabb kutatások szerint azonos Neithikrettel.